# 猫砂一平
猫砂 一平（ねこすな いっぺい）は、日本の小説家、漫画家。北海道出身。自由の森学園高等学校卒業。東洋大学文学部インド哲学科中退。

## 受賞歴
- 「REDBOOK COOKING」小学館 まんがカレッジ、2008年6月期 佳作
- 「末代まで!」角川書店 角川学園小説大賞、第12回（2008年） 大賞

## 作品

### 小説
- 末代まで!（小説×イラスト、角川スニーカー文庫）既刊3巻、以下続刊

### 漫画
- 死神さんの時限爆弾（クラブサンデー 2009年4月3日、読切）
- ぶっとべ! フィーエルヤッペン部（週刊少年サンデー超 2009年6月25日号、読切） ※クラブサンデー2009年7月28日掲載
- P+SP（週刊少年サンデー超 2010年2月25日号、読切） ※クラブサンデー2010年2月23日掲載
- 二ノ前しいの使い方（週刊少年サンデー超 2011年9月25日号 - 2013年1月25日号）全3巻
- EとT。〜えいがとてんし〜（週刊少年サンデー 2014年27号 - 2015年34号）全3巻
- 百（ぎゃくひゃく）物語（週刊少年サンデーS 2016年9月号、読切） ※題名の「百」は正式には天地が逆になっている
- チェックめいと! 〜魔王さん、手番ですよ!〜（サンデーうぇぶり 2016年7月15日 - 2017年6月23日）全3巻
- 2LJK　全2巻